# Кислий Микола Іванович
Ки́слий Мико́ла Іва́нович (1 січня 1948, Донецьк — 25 листопада 2010, Київ) — український архітектор, заслужений архітектор України (1999).

## Біографія
Народився 1 січня 1948 року в селищі Олександро-Григор'ївка Авдіївського району Донецької області (колишня Сталінська область). Зараз територія селища ввійшла до складу міста Донецьк.
Батько Кислий Іван Якович — архітектор, мати Віра Петрівна Пугаченко (в шлюбі Кисла) — викладач української мови та літератури.
У 1967 році Микола Кислийзакінчив з відзнакою донецький будівельний технікум, в цьому ж році вступив до Київського державного художнього інституту, який закінчив у 1973 році. Закінчив Київський державний художній інститут у 1973 році. Педагог з фаху — Петро Костирко. Вчителями в інституті були Яків Федосійович Ковбаса, Микола Павлович Тищенко, Мусій Тимофійович Катернога, Микола Миколайович Степанов, Вольф Григорович Чудновський, Олександр Павлович Ковальский.
За час навчання в технікумі працював у донецькому філіалі «Дніпроміст» з Альвіаном Платоновичем Страшновим та Олександром Давидовичем Кузнецовим.
В подальшій архітектурній практиці до становлення Миколи Івановича Кислого як творчої людини доклали руку Ігор Миколайович Іванов, Дора Вікторівна Пилипенко, Валентин Іванович Єжов, Ігор Миколайович Ткачиков та, звичайно, його батько Іван Якович Кислий.
З листопада 1974 року до листопада 1993 року працював в головному архітектурно-планувальному управлінні, яке в 1988 році рішенням 4-ї сесії 20-го скликання перейменовано в Головне управління архітектури та містобудуваня.
У вересні 1983 року рішенням Київського міськвиконкому Кислого призначено на посаду Головного художника м. Києва, у червні 1992 року Кислий займав посаду першого заступника начальника Головкиївархітектури — головного художника м. Києва.
З 1976 року до 1983 року Кислий поєднував роботу в ГоловАПУ з викладанням архітектури в Київському державному художньому інституті (зараз Національна академія образотворчого мистецтва та архітектури). Творчий здобуток становитьть понад 30 конкурсних робіт, планіровочні проекти, створено понад 50-ти пам'ятників, пам'ятних знаків, монументальних та монументально декоративних робіт, об'єктів благоустрою, скверів, малих архітектурних форм, особняків тощо.
З 15.12.1993 року до 15.12.1994 року працював начальником управління реклами та громадських зв'язків в страховій компанії АСКА-Київ-Центральна.
З 1994 року по 1999 рік на творчій роботі.
У 1999 році повернувся до викладання у Національній академії образотворчого мистецтва і архітектури. Доцент кафедри синтезу мистецтв, історії та теорії архітектури.
У березні 1999 року присвоєно звання заслуженого архітектора України.
У січні 2003 року обрано академіком Міжнародної академії фундаментальних  основ буття. В цьому ж році Кислого обрано до президії МАФОБ.

## Основні твори
Серед реалізованих об'єктів:
- Сквер Трипільської культури на території МАУПа (2006 рік) — керівник проекту.
- Меморіальний комплекс репресованим громадянам СРСР у Биковнянському лісі (1995 р.).
- Меморіальний комплекс жертвам Чорнобильської катастрофи на розі проспекту Перемоги та вулиці Чорнобильської у Святошинському районі м. Києва (1994 р.).
- Пам'ятник Корабелам м. Миколаєва в м. Миколаєві на розі вул. Радянської та проспекту В. І. Леніна (1998 р.) всі вище зазначені об'єкти в співавторстві зі скульптором В. Чепеликом.
- Меморіальний комплекс воїнам Афганцям зі скульптором М. Олійником вул. Мазепи,48 (1999 р.)
- Пам'ятник М. Грушевському зі скульптором В. Чепеликом на розі вул. Володимирській та бульвару Тараса Шевченка (1998 р.).
- Пам'ятник Нестору літописцю у співавторстві зі скульптором Ф. Сагояном. (2000 р.)
- Пам'ятник викладачам і студентам Київського Державного університету ім. Т. Г. Шевченко у співавторстві зі скульпторами М. Олійником та Є. Прокоповим (1994 р.).

До реалізованих робіт входять меморіальні дошки, особняки, малі архітектурні форми та інше. 

### Монументальна скульптура
В Києві:
- Пам'ятний знак Нестору-літописцю (1985, скульптор Ф. Согоян), біля Києво-Печерської лаври
- Пам'ятник студентам і викладачам Київської духовної академії (1994), територія Михайлівського Золотоверхого монастиря
- Пам'ятник Миколі Грушевському (1998, у співавт., скульптор В. Чепелик), вул. Володимирська
- Меморіальний комплекс пам'яті воїнів України, полеглих в Афганістані (1998, реконструкція), вул. Лаврська
- Пам'ятник воїнам-автомобілістам, вул. Симиренка
- Пам'ятник загиблим міліціонерам, Солом'янська площа
- Пам'ятний знак жертвам Чорнобильської катастрофи (1994, скульптор В. Чепелик), вул. Чорнобильська
- Пам'ятний знак жертвам Голодомору 1932–1933 років в Україні (1993, скульптор В. Перевальський), Михайлівська площа

В Миколаєві:
- Монумент «На честь доблесної праці корабелів у Миколаєві» (1989, у співавт., скульптор В. Чепелик)[4]

## Зображення

Пам'ятний знак Нестору-літописцю
Пам'ятник Миколі Грушевському
Пам’ятник загиблим міліціонерам
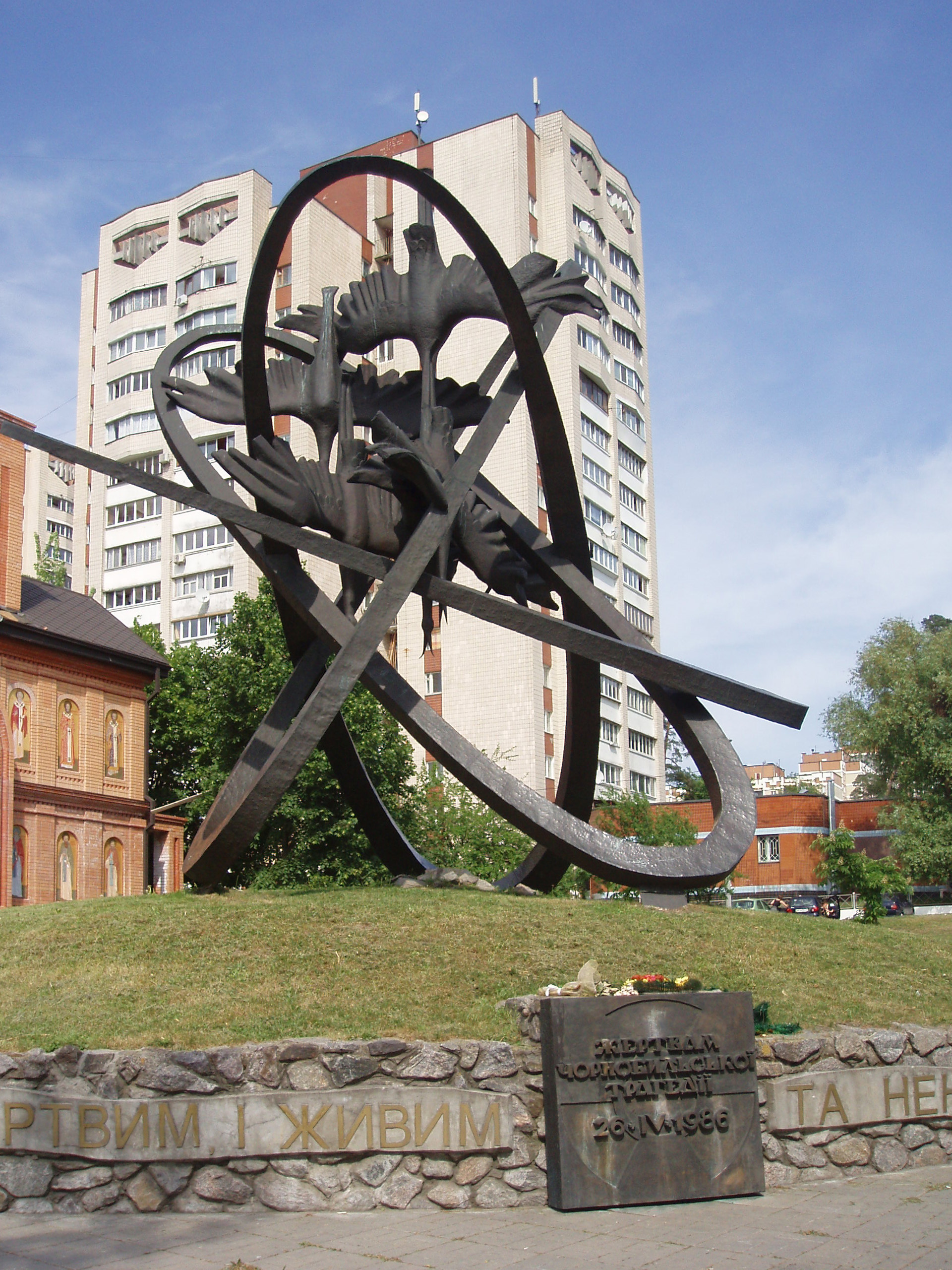
Меморіальний комплекс «Пам'ятник Жертвам Чорнобильської трагедії»
Пам'ятник студентам і викладачам Київської духовної академії
Меморіальний комплекс пам'яті воїнів України, полеглих в Афганістані
Пам'ятник воїнам-автомобілістам